# Ferrocarril Buenos Aires al Pacífico
El Ferrocarril Buenos Aires al Pacífico, también conocido por su acrónimo BAP, fue una compañía de capitales británicos que operó una red de ferrocarriles de trocha ancha (1676 mm) en la Argentina durante la última parte del siglo XIX y la primera mitad del siglo XX.
Como su nombre lo indica, su objetivo era unir la Ciudad de Buenos Aires con el Océano Pacífico, atravesando para ello las provincias de Buenos Aires, Santa Fe, Córdoba, San Luis y Mendoza. Allí, en la capital provincial, existía un trasbordo con el Ferrocarril Trasandino con cabecera en la ciudad chilena de Los Andes, desde donde se volvía a transbordar para llegar al puerto de Valparaíso, Chile.
El BAP jugó un rol clave en el surgimiento de decenas de pueblos y ciudades, en la actividad agrícola y -especialmente- en la industria vitivinícola de la provincia de Mendoza, aportando el transporte hacia el resto del país y al Puerto de Buenos Aires.
Con la nacionalización de los ferrocarriles en 1948 el sistema fue renombrado como «Ferrocarril Nacional General San Martín», en alusión al cruce de los Andes y a la serie de batallas que realizó José de San Martín antes de llegar a Mendoza partiendo de Buenos Aires.

## Historia

### Origen
El ciudadano chileno Juan E. Clark obtuvo en el año 1872 una concesión para la construcción de una línea de ferrocarril desde Buenos Aires hasta Chile. En 1882 la compañía Buenos Aires and Pacific Railway (BA&P) se registró en Londres, y Clark pudo comenzar con la construcción de la línea. Inicialmente esta nueva compañía iba a construir la sección entre Mercedes, en la Provincia de Buenos Aires, y Villa Mercedes en la Provincia de San Luis. Los trenes de esta compañía iban a llegar a Buenos Aires desde Mercedes utilizando las vías del Ferrocarril Oeste. Hacia el Oeste se conectaría con el Ferrocarril Andino cuyos rieles llegaban hasta Mendoza y San Juan. 
El trabajo comenzó en la línea en julio de 1882. En 1884 llega a Junín, donde 2 años después establece sus enormes talleres. El 8 de octubre de 1886 se abre al público la línea entre Mercedes y Villa Mercedes. Luego de un cambio de planes, la compañía pidió permiso y el Estado se lo concedió, para construir su acceso independiente a la ciudad de Buenos Aires. Este tramo entre Mercedes y Palermo dentro de la ciudad capital, comenzó a operar el 20 de marzo de 1888.
Luego de la finalización de estos trabajos, la nueva línea le permitía a las provincias de Cuyo una línea directa a la Capital Federal, en vez de la línea más larga que se usaba anteriormente, vía Villa María a Rosario y luego por barco a vapor hasta Buenos Aires.
El Ferrocarril Buenos Aires al Pacífico se hizo cargo de la compañía de capitales británicos Ferrocarril Villa María a Rufino y un año después John Wynford Philips asumió como presidente de la compañía. Durante este período la compañía absorbió varias compañías regionales formando una red que llegaba de Buenos Aires a la Cordillera de los Andes y desde San Juan hasta Bahía Blanca. En 1907 el Ferrocarril Gran Oeste Argentino, un rival por muchos años de esta empresa, fue absorbida por ésta.
La línea entre Buenos Aires y Valparaíso en Chile se pudo completar finalmente cuando en 1910 se terminó el tramo entre Mendoza y Los Andes en Chile, construido por el Transandino Railway.
En 1908 el Ferrocarril Buenos Aires al Pacífico adquirió parte de las oficinas de un edificio en la Calle Florida, en el centro de Buenos Aires. Como resultado, el lugar se denominó popularmente Edificio Pacífico, posteriormente remodelado y convertido en 1990 en el conocido centro comercial Galerías Pacífico.
Cuando la red de ferrocarriles se nacionalizó en 1948, durante la presidencia de Juan Domingo Perón, el Ferrocarril Buenos Aires al Pacífico pasó a ser parte de la nueva compañía estatal Ferrocarril General San Martín.

### Construcción de la Línea
La empresa del "Ferrocarril Buenos Aires al Pacífico" fue constituida en Londres el 10 de octubre de 1882 con el objeto de adquirir parte del contrato de concesión otorgado por Ley 583 a Juan E. Clark, por el cual se autorizaba la construcción de varias líneas férreas. La transferencia de dicha concesión, modificada por Ley 868 fue aprobada por Decreto del 16 de enero de 1883, junto con los estatutos de la nueva compañía, la cual se impuso la construcción de un ferrocarril desde Mercedes (Provincia de Buenos Aires) hasta Villa Mercedes en la Provincia de San Luis, empalmando allí sus rieles con el Ferrocarril Andino.
Como se verá este ferrocarril estaba llamado a ser próspero, ya que se constituía en el camino más corto entre el puerto de Buenos Aires y la región de Cuyo. Las obras comenzaron el 9 de julio de 1883, el primer tramo que se construyó fue de 98 kilómetros desde Mercedes a Chacabuco, habilitado el 10 de noviembre de 1884. Luego las vías prosiguieron a Diego de Alvear (antes Orellanos) y a Villa Mercedes, cuyos tramos fueron librados al público el 30 de enero y el 1.º de octubre de 1886, respectivamente.
Poco antes de que finalizaran las obras, por ley del 6 de septiembre de 1886 se autorizó a la empresa a prolongar sus vías hasta la ciudad de Buenos Aires, mientras tanto para poder ingresar en la Capital Federal tuvo que empalmar con el FCO en Mercedes y pagar un “canon” por usar las vías de esta empresa.
El 17 de marzo de 1888 se habilitó la extensión desde Mercedes hasta Buenos Aires, construyéndose la terminal en la intersección de las actuales avenidas Santa Fe y Juan B. Justo (Estación Palermo), con una extensión de 107 km, cuyo trazado fue varias veces criticado ya que no parecía muy conveniente. Por un convenio suscrito con el Ferrocarril del Norte, la nueva empresa utilizaba las vías de este último para acceder a la Estación Central. 

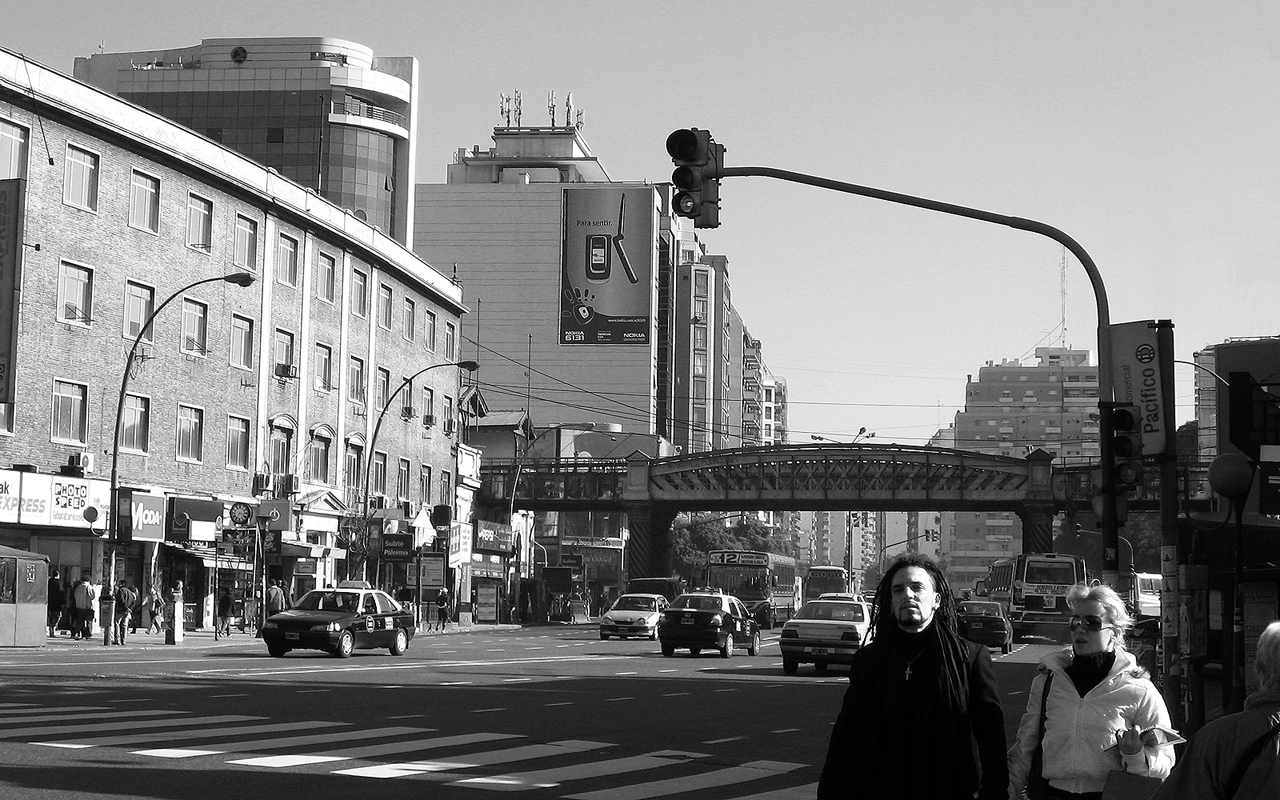
"Puente Pacífico", en el barrio de Palermo (Capital Federal). Forma parte del Viaducto que se construyó a comienzos del para extender el servicio hasta el barrio de Retiro, en el centro de la ciudad.

En el tramo que iba de Palermo a Pilar, sólo existieron inicialmente dos estaciones intermedias, que fueron Caseros y Muñiz. Paulatinamente se fueron incorporando nuevas estaciones producto del crecimiento de la Ciudad de Buenos Aires y del surgimiento de nuevas localidades, a partir de los sucesivos loteos de tierra rural. 
Así se fueron inaugurando las siguientes estaciones: en 1887 la Estación Chacarita (en 1904 pasa a llamarse La Paternal); en 1888 la Estación Devoto, en 1891 la primera estación Bella Vista, en 1896 la Estación General Sarmiento (actualmente San Miguel), en 1906 la Estación Santos Lugares, en 1907 la Estación Sáenz Peña y la Estación Villa del Parque y finalmente en 1908 la Estación El Palomar. 

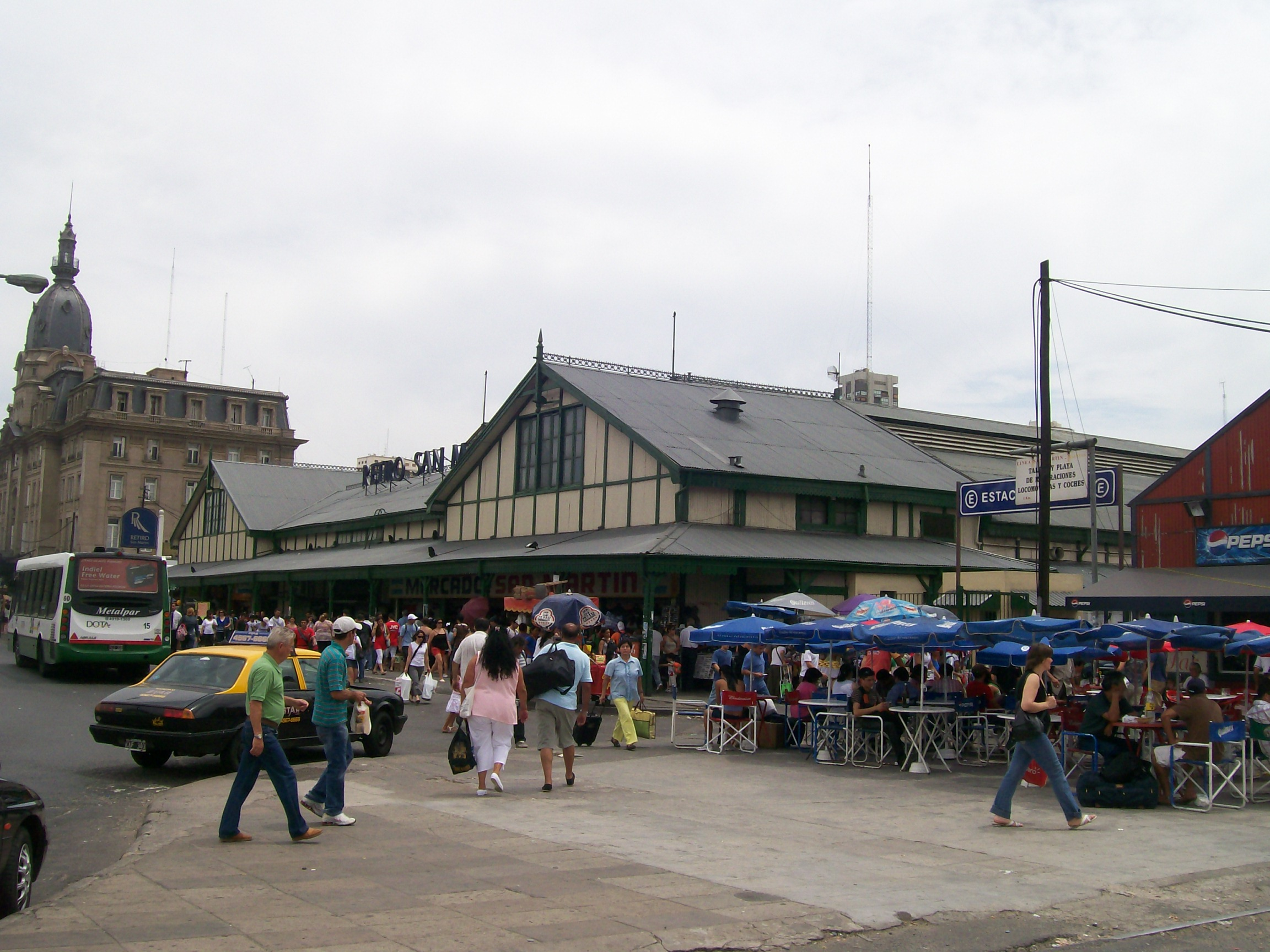
Vista actual de la Estación "Provisoria" Retiro, inaugurada en 1912. La definitiva nunca se concretó.

En 1901 le fue acordada la concesión para construir obras de acceso independiente entre Palermo y Retiro y recién para 1909 se construye en altura la actual Estación Palermo . Años más tarde se finaliza el terraplén y el viaducto que conducía a la nueva terminal: la estación Retiro, cuyas instalaciones fueron libradas al público el 7 de julio de 1912. Esta cabecera fue inaugurada con carácter de provisoria aunque continuó siendo la misma hasta nuestros días. En el año 2019 se inició su restauración y reacondicionamiento. Por obras en la línea Mitre, se convirtió en la cabecera de los servicios interurbanos que habitualmente partían de la Estación Retiro Mitre.

### Nuevos Ramales y Ampliaciones (1890-1916)

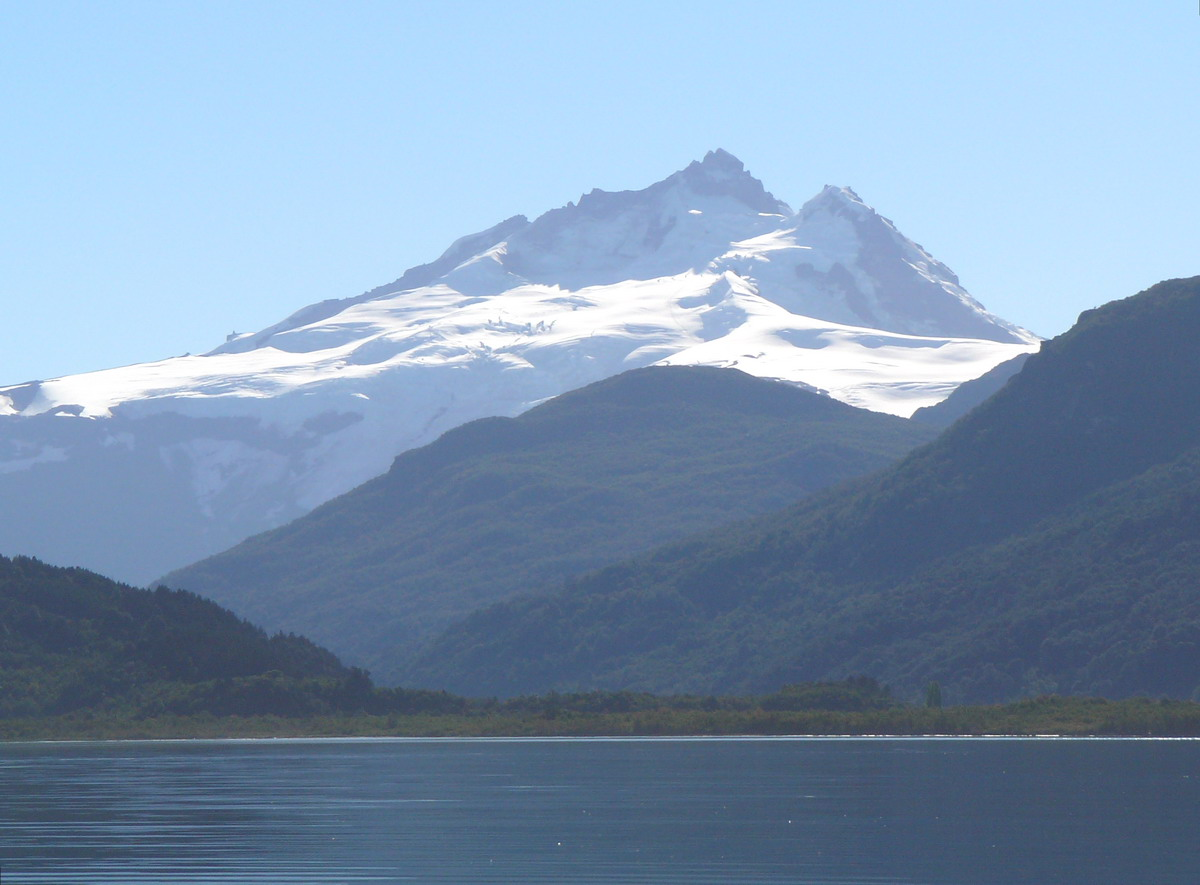
Cerro Tronador, entre Argentina y Chile.

En mayo de 1896, el FCBAP libra el pequeño ramal de Cramer a Luis Beltrán, en la Provincia de San Luis; el 24 de marzo de 1898, se inaugura el empalme Chacarita - Colegiales con el Ferrocarril Buenos Aires y Rosario, en la ciudad de Buenos Aires y el 1.º de junio de 1900, se habilita la línea de 116 kilómetros de Rufino a Italó, entre las provincias de Córdoba y Buenos Aires.
Otros ramales que se le sumaron son los de Saforcada a Santa Isabel en diciembre de 1902, el de Italó a Buena Esperanza en febrero de 1903, el de Alberdi a Germania en septiembre de 1906 y el de ésta a Bouchardo en febrero de 1907.

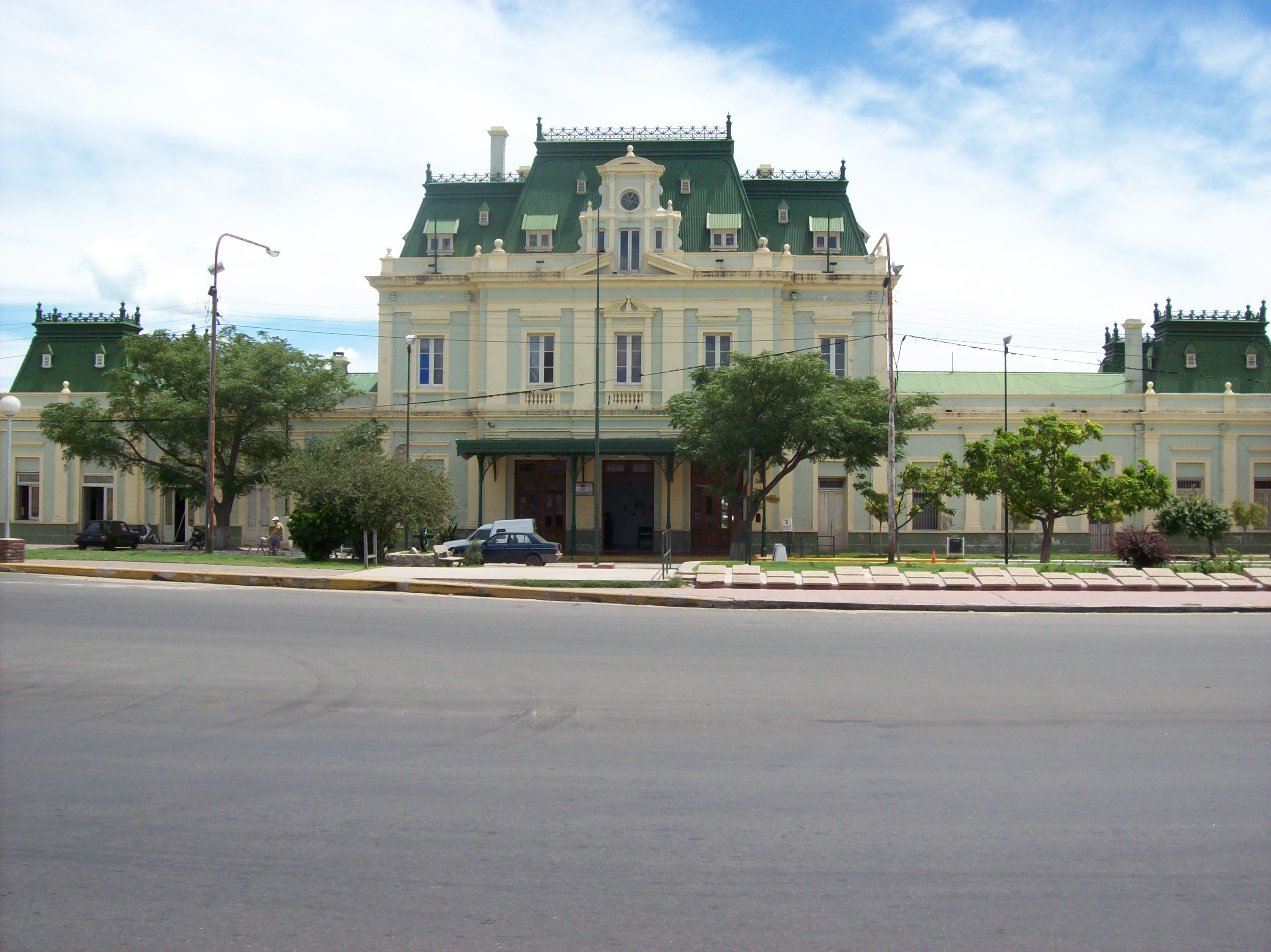
Frente de la estación San Luis del BAP

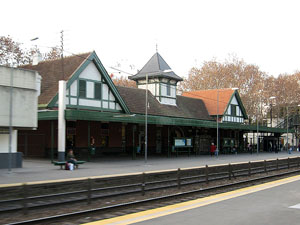
Andenes de la estación Villa del Parque (Ciudad de Buenos Aires)

Más tarde, el FCBAP conecta sus vías con las del Ferrocarril Gran Oeste Argentino en el empalme de Villa Mercedes, estableciendo así una vinculación que debía formalizarse el 27 de abril de 1907, cuando el Buenos Aires-Pacífico se hizo cargo por el término de 20 años de la administración y explotación del Gran Oeste. 
Por su parte, el Gran Oeste había tomado a su cargo en 1903 la administración del Ferrocarril Transandino, cuya línea se incorporó a dicha unificación. Como complemento de su plan, el Pacífico adquirió del Gobierno Nacional los 226 kilómetros del ramal de Villa Mercedes a La Toma, prolongado en 1905 hasta Villa Dolores, y la parte del Andino comprendida entre Villa Mercedes y Río Cuarto. 
El ramal de Chacabuco a Buena Esperanza (458 kilómetros), construido entre 1900 y 1909, puso en contacto el norte de la provincia de Buenos Aires con el sur de San Luis, desde donde seguiría más tarde hasta Mendoza. 
En la sección que pertenecía al Gran Oeste Argentino se construyó el ramal de Cañada Honda a Caucete habilitado el 8 de julio de 1908 y 9 días después de Laboulaye a Villa Valeria en la red original del BAP. En Mendoza se inauguró la línea Rivadavia – Alto Verde – Palmira; en Buenos Aires, se habilitaron los ramales de Devoto a Villa Luro y el de Chacabuco a Germania, inaugurados en el año 1909 y los 390 kilómetros de Cañada Verde a Justo Daract y La Paz, el 31 de marzo de 1910. Guadales a Buena Esperanza se inaugura el 20 de enero de 1911; Monte Comán a General Alvear, Rawson a Arribeños y Mendoza a Luján de Cuyo en el año 1912. El intercambio entre Caseros y la trocha media del Ferrocarril Central Buenos Aires, conjuntamente con el circuito San Juan – Santa Lucía – Desamparados, el ramal a Marquesado, y el de Mackenna a Sampacho y Achiras, se realizarían en el año 1913.
Desde 1914 el FCP tendió varios kilómetros de vías, que incluyen la línea de Laboulaye a Sampacho de 180 km de extensión, y los ramales de Conlara a Los Cerrillos (26 km.), de Tunuyán a San Carlos (35 km.), de Caseros a Haedo (6 km.), de Villa Atuel a Ing. Ballofet (13 km.), de Palmira a Alto Verde y de Palmira a Tres Porteñas, esos últimos dos inaugurados en diciembre de 1916.
Cabe destacar que en la sección local de Buenos Aires, para mejorar los servicios, esta empresa despleguó cuatro vías entre las estaciones La Paternal y Sáenz Peña: los dos rieles centrales estaba reservados para los trenes rápidos entre Retiro y Caseros. Por aquel entonces, el servicio suburbano de los ferrocarriles argentinos estaba a la altura de lo que se ofrecía en las grandes ciudades del mundo.

### Administración del F.C. Villa María a Rufino (1900-1948)
Por Ley número 1.800 del 6 de septiembre de 1886 se otorgó a Juan Pelleschi y Cía. la concesión de una línea de Villa María (Córdoba) a Rufino (Santa Fe), pasando por La Carlota, donde debía empalmar con el Ferrocarril Gran Sud de Santa Fe y Córdoba. Esta primera sección de Villa María a La Carlota fue habilitada el 26 de octubre de 1890.
Más tarde la concesión es transferida a la empresa “Villa María and Rufino Company”, fundada en Londres con capital de 5.570.480 pesos oro y el 23 de marzo de 1891 el ferrocarril es librado al servicio público en su totalidad.
Desde el año 1900, el FCBAP se hizo cargo, por el término de 20 años de la administración y explotación de este ferrocarril de 227 kilómetros de longitud.

### Administración del F.C. Gran Oeste Argentino (1907-1948)

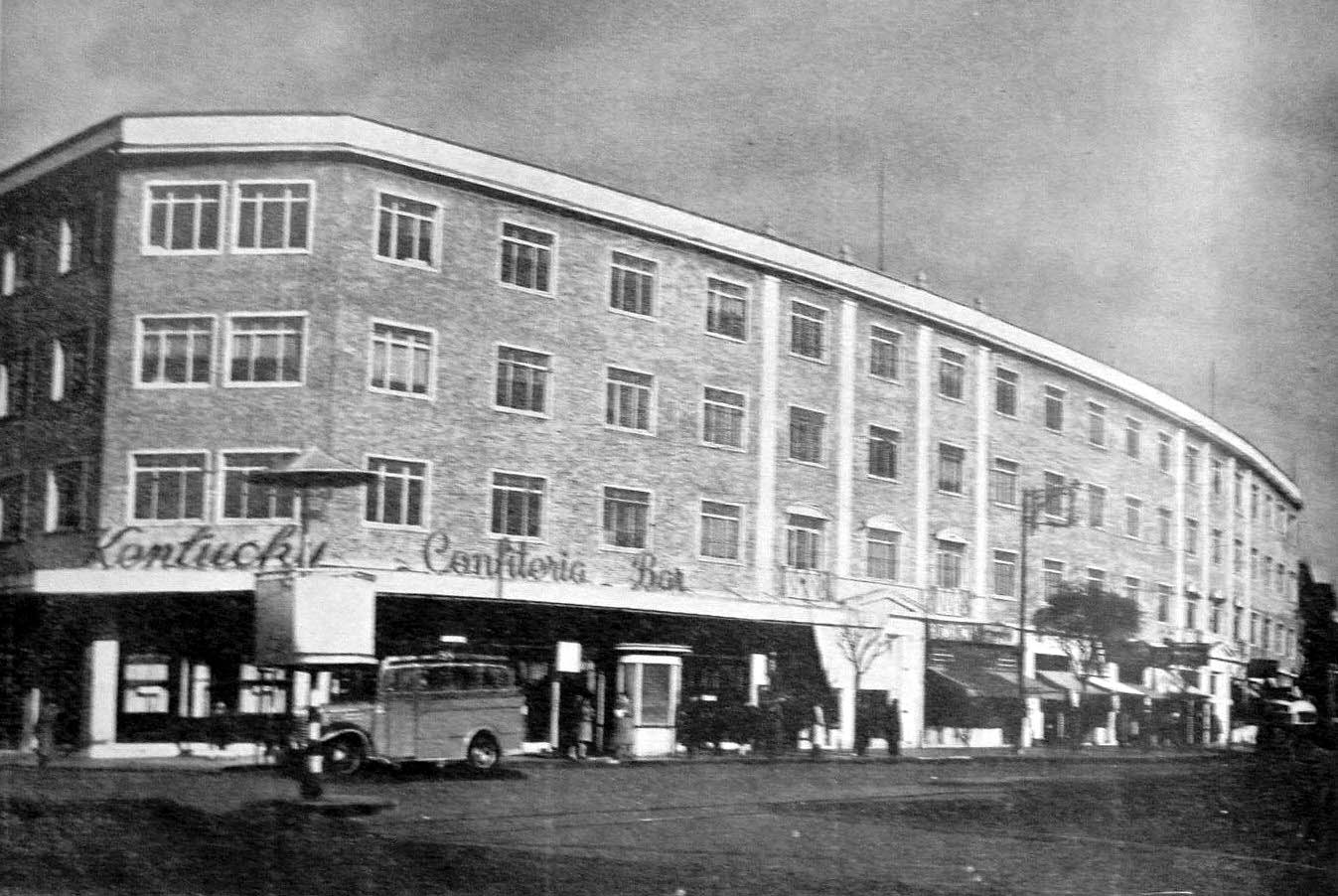
Oficinas del FCBAP en Avenida Santa Fe, junto a la estación Palermo (1948)

La formación de esta empresa tuvo origen en 1887 con la adquisición de la última sección construida por el Ferrocarril Andino desde Villa Mercedes a Mendoza y San Juan. Salvo estos 518 kilómetros, el FCGOA no construyó ni adquirió más vías hasta entrado el siglo XX.
Así es que recién en julio de 1901 se habilita la línea de Luján de Cuyo a General Gutiérrez y el 7 de noviembre de 1903, el ramal de Las Catitas a San Rafael de 184 kilómetros de longitud. Por Decreto del 28 de mayo de 1907 se aprueba el convenio mediante el cual el Ferrocarril de Buenos Aires al Pacífico se hace cargo de la administración de este ferrocarril por el término de 20 años. El acuerdo de administración fue ratificado en 1928 y persistió hasta la nacionalización.

### Administración del F.C. Bahía Blanca al Noroeste (1904-1924)

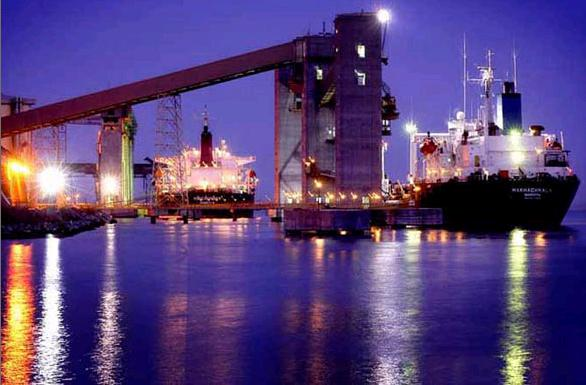
Bahía Blanca. Puerto de salida alternativo para la producción de las regiones pampeana y cuyana. A comienzos del se transforma en uno de los principales nodos ferroviarios del país.

El interés de afianzar los territorios anexados tras la Conquista del Desierto se hizo evidente desde muy temprano. El 9 de agosto de 1887 Luis d´Abreu, Torres y Compañía presentaban en el Congreso Nacional una solicitud para que se les concediera prioridad en una construcción ferroviaria. Luis D'Abreu, periodista y hombre de negocios, luchó desde 1881 para obtener esta concesión cuando aún no existían prácticamente poblaciones en el territorio, convirtiéndolo casi en un pionero; al ser rechazada la propuesta en aquel año insistió en ella seis años después, acompañada esta vez de un estudio detallado y mapas planimétricos de los lugares por donde habría de pasar la línea. El 29 de septiembre de 1887, y gracias a sus influencias en el Congreso se sancionó la Ley Nacional N.º 2097 otorgando la concesión.
El punto de partida estaría en Bahía Blanca, desde donde se buscarían General Acha y Toay para luego seguir el meridiano sexto y llagar a Río Cuarto. De Toay debería partir una línea a Victorica y de allí otra hasta Villa Mercedes, en la provincia de San Luis.
Por ley del 5 de octubre de 1887 fue autorizada la construcción de esa línea a su solicitante, pero poco tiempo después, el 1.º de marzo de 1888, d´Abreu, Torres y Compañía transfirieron los derechos y obligaciones a John G. Meiggs y Cía. y éstos, a su vez, enajenaron su prioridad en favor de "The Bahía Blanca and North Western Company Limited" (Ferrocarril Bahía Blanca & Noroeste). Esta práctica, basada en obtener concesiones y luego venderlas, era una maniobra especulativa muy común por aquel entonces.
Así es que el 29 de enero de 1891, se habilitaba el primer tramo de este ferrocarril: Bahía Blanca - Nueva Roma - Bernasconi (175 km). El 20 de julio de 1897, los rieles llegaban a Toay (Prov. de La Pampa). 
El 23 de julio de 1904, el presidente Roca, suscribe el Decreto de aprobación del arrendamiento del Ferrocarril Bahía al Blanca al Noroeste al Ferrocarril Pacífico, por el término de 20 años. Esto formalizaba la absorción del FCBBNO, por su enconado competidor, y de este modo quedaba neutralizada la línea en Toay, quedando trunca también la intención de llegar a Villa Mercedes y Río Cuarto, como se preveía en la concesión original. La línea de este ferrocarril alcanzaría finalmente estos puntos pero a través de las vías del Ferrocarril Pacífico.
Ya bajo administración del F.C. Pacífico, los rieles del FCBBNO alcanzan, el 8 de noviembre de 1909, la localidad de Huinca Renancó (Provincia de Córdoba) y allí sus rieles empalmaron con los del Ferrocarril Buenos Aires al Pacífico.
El 16 de septiembre de 1909, el Congreso Nacional sanciona una nueva Ley, la 6379, por la que autorizaba la construcción de una línea entre Mendoza–Guadales-Buena Esperanza y Toay, la cual finalmente nunca se materializó.
Como ya se dijo, el convenio de administración que tenía el FCP vencía a los 20 años, o sea en 1924. Por lo tanto, el FCBBNO (Ferrocarril de Bahía Blanca al Noroeste) firmó un nuevo contrato, pero esta vez con el Ferrocarril del Sur. El 13 de octubre de 1924 es sancionada una ley en la que autorizaba efectuar dicha operación.
El FC Pacífico permaneció así en su cargo de administrador hasta el 1.º de noviembre de 1924 y el 23 de noviembre de aquel año, el Parlamento sanciona la Ley Nacional 11.316, mediante la cual se aprueba la definitiva sustitución del FCBAP por el FCS en la administración del Ferrocarril Bahía Blanca al Noroeste.

### Ramal Bahía Blanca - Carmen de Patagones (1908-1920)

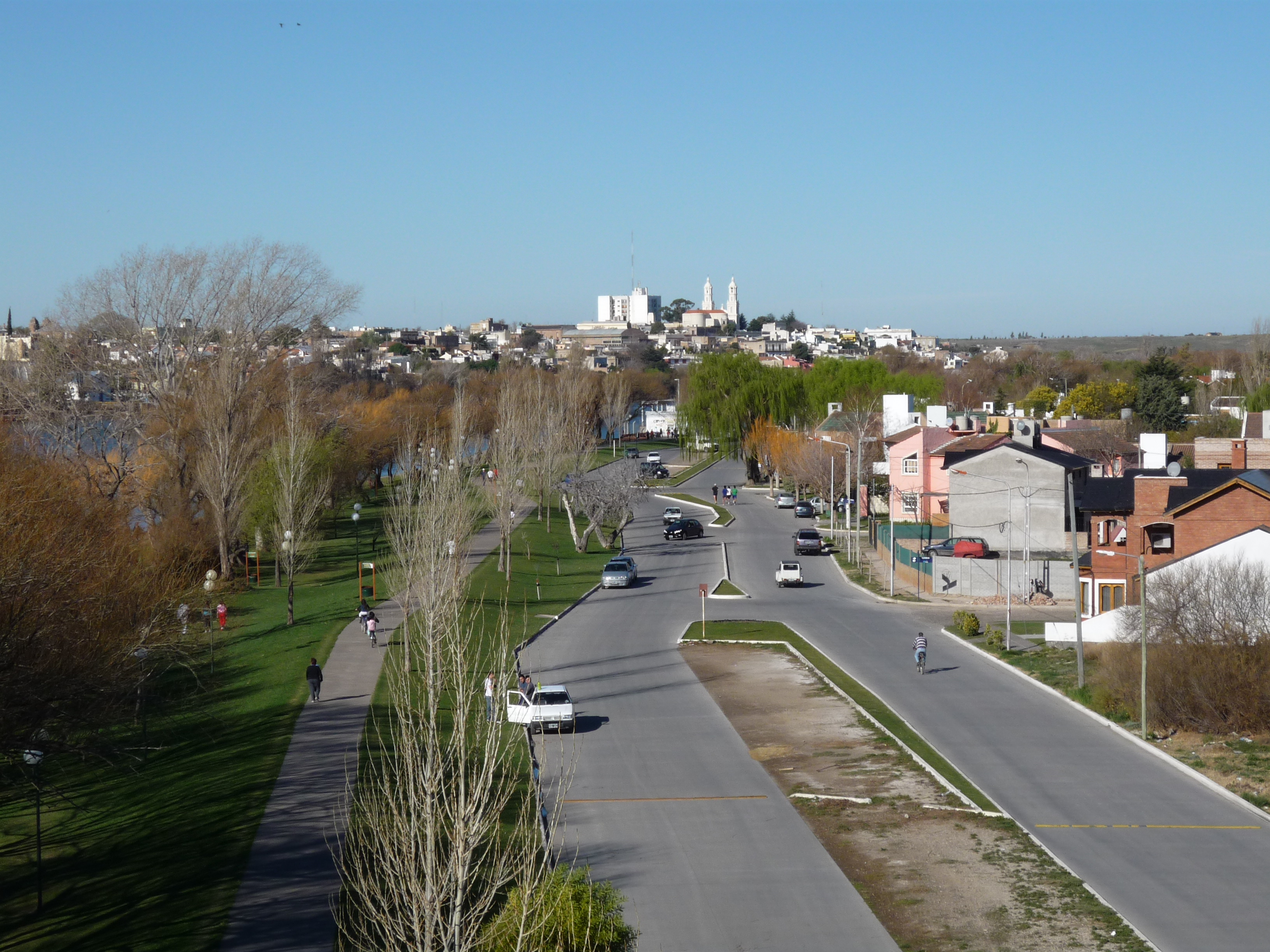
Carmen de Patagones, en el Límite entre las provincias de Buenos Aires y Río Negro, puerta de entrada a la Región Patagónica.

Esta línea férrea, se originó en la concesión que, el gobierno de la Provincia otorgó al Sr. Eduardo E. Shaw, en el año 1906, para unir a las ciudades de Bahía Blanca y Carmen de Patagones. El FC Pacífico adquirió, el 19 de febrero de 1908, los derechos de construcción y explotación de esta línea. Su construcción comenzó en el año 1910 en la estación Bordeu (Empalme Bordeu) del FC Bahía Blanca al Noroeste.
La empresa del FCBAP no demostró, aparentemente, tener gran entusiasmo por iniciar la construcción de este ramal y, desde sus orígenes, recibió la crítica de la prensa local, como lo manifestaba la siguiente crónica, del diario El Censor, del jueves 27 de abril de 1910:
"El 23 del corriente, se venció el plazo para que la empresa del FCP, comenzara los trabajos del ramal a Patagones, de los que días antes había construido unos 120 metros de terraplén en la parte que cruza la línea del FCS (vía Neuquén), trabajos que se llevaron a cabo, al parecer, con el objeto de conformar al inspector nacional a cargo de las obras pues, desde entonces, ellos se encuentran en la más completa paralización y abandono, en perjuicio de importantes intereses del país y del público a quienes se amenaza con dos nuevos años de plazo para la continuación de aquellos, después de lo cual habrá , seguramente, un nuevo paréntesis".....
El escepticismo de la crónica tenía justificativos, ya que, recién para el 30 de julio de 1911 la primera estación, Aguarà, en el km. 5, quedaba habilitada al servicio público, o sea, a más de un año del comienzo de las obras.
Después de la habilitación mencionada, los trenes locales correrían hasta ese punto (Aguará), en lugar de hacerlo hasta la estación Villa Olga.
En esta última, se desembarcaba hacienda para el frigorífico Sansinena, en el pueblo de Cuatreros (después Cerri), tarea que comenzó a efectuarse en Aguará, desafectándose Villa Olga, por ese motivo, para el tráfico ferroviario.
En Aguará se cargaba, además, carne del frigorífico nombrado, en vagones del tranvía, que luego dejaban el producto en el mismo mercado de consumo, en el centro de la ciudad de Bahía Blanca.
Para septiembre de 1911, a pedido del FCBAP, el gobierno Nacional acuerda las siguientes prórrogas, solicitadas por la empresa:
•	Para llegar al km. 101 (Río Colorado), mayo de 1912.
•	Para llegar al km. 160, mayo de 1913.
•	Para llegar al km. 200, mayo de 1914.
•	Para llegar al km. 252 (Patagones), 31 de diciembre de 1915.
O sea que se necesitarían 5 años para construir unos 250 km de vías, con la infraestructura correspondiente, en un terreno llano y con muy pocas obras de arte que efectuar, la más importante sería el puente sobre el Río Colorado. 
El 21 de agosto de 1911, la línea llega hasta el km. 33 y el 1.º de septiembre de 1912 se inaugura (en carácter provisorio) el trayecto comprendido entre la estación Ombucta (km 33) y el km. 101, o sea 4 meses más tarde que el plazo acordado.
En los km 52, 73, 86 y 101 habían sido construidas estaciones que quedaban habilitadas para pasajeros, equipajes, encomiendas, cargas generales y telégrafos y, además, las estaciones del km. 86 y 101 estaban igualmente habilitadas para el tráfico de hacienda.
Para el evento inaugural, se realizó un viaje, con una comitiva formada principalmente por gente de Bahía Blanca, Fortín Mercedes y de Patagones.
Una vez llegados a destino, pronunciaron discursos al efecto, el Sr. Francisco Larreguy, de Bahía Blanca, el Sr. Manuel S. Román, en nombre de la Municipalidad de Carmen de Patagones y el padre Pérez, de Fortín Mercedes.
Durante el evento, la Colonización Stroeder, facilitó varios automóviles, a la comitiva, lo que les permitió un recorrido por la zona. 
El domingo 12 de octubre de 1913 se inauguraba oficialmente la segunda sección del ramal a Patagones, que comprendía el tramo entre el km. 101, Pedro Luro, y el km. 177, lugar donde se encontraba la Colonia Emporio Stroeder, cuya estación tomó ese nombre. Ese mismo día, también se efectuó el remate de chacras y de terrenos, frente a donde estaba ubicada la estación, ya que la Colonización Stroeder había fundado un gran centro urbano en este sitio.
Entre Pedro Luro y Stroeder, nacieron las estaciones de Juan A. Pradere, Igarzábal, Villalonga y Emilio Lamarca.
Para la mencionada inauguración viajó especialmente el Sr. Hugo Stroeder, desde Buenos Aires, acompañado por su secretario privado, y otras personas, que fueron recibidos calurosamente por personal de la administración en la Colonia Stroeder y por un núcleo de colonos ya establecidos en el lugar.
El 11 de marzo de 1914, el Poder Ejecutivo, concedía dos años de prórroga al FCP para terminar los ramales de Bahía Blanca a Patagones y, de Villa Olga al Meridiano V.
En realidad la estación Stroeder sería punta de riel por varios años, ya que el FCP interrumpiría los trabajos de la línea en forma permanente.
Llegado 1920, el Gobierno le concede al BAP, una última prórroga de 18 meses para la terminación total de los trabajos.
Ese mismo año, el FC Pacífico ofrece al F.C.S. adquirir el ramal en toda su extensión ya construida y para continuarlo hasta el río Negro.
Esto daba oportunidad al F.C.S. de quitarse de encima a un molesto invasor. Luego de estudiar la propuesta, en el mes de octubre de 1920, se decide la compra del ramal al FCBAP. El FCS se hace cargo de la línea a partir del 1.º de enero de 1921.
La traza del BAP, entre empalme Bordeu y Aguará, quedó desafectada, ya que el FCS realiza un nuevo empalme a Patagones, en su vía a Neuquén, que se conoce como Empalme Aguará. Los trenes ahora partían desde la Estación Bahía Blanca Sud y no desde la Estación Bahía Blanca Noroeste como lo hacían hasta entonces. La línea hasta Carmen de Patagones fue inaugurada, oficialmente, el 20 de abril de 1922.

### Nacionalización

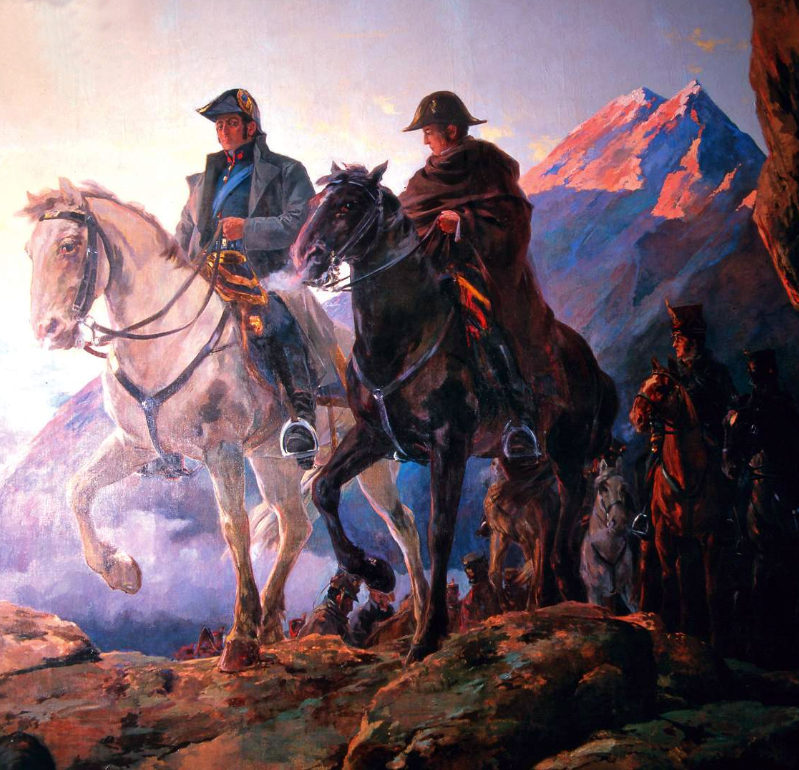
Los generales José de San Martín (izquierda) y Bernardo O'Higgins (derecha) cruzan los Andes.

Para 1945, el contexto nacional e internacional era ya muy distinto al de principios de siglo y ahora, los franceses e ingleses, afectados por la catástrofe de la Segunda Guerra Mundial, buscaban formalizar conversaciones con el gobierno argentino con el objetivo de vender sus ferrocarriles.[cita requerida] Así fue como el 1 de noviembre de 1947 se hizo efectiva la incorporación de las empresas francesas a los Ferrocarriles del Estado. El gobierno de Juan Domingo Perón con la firma de Miguel Miranda y del representante de las compañías ferroviarias de capital británico, John Montague Eddy, el 13 de febrero de 1947 firmó el acta de compra (Convenio Miranda-Eddy) de los ferrocarriles de propiedad británica, entre ellos el Ferrocarril Buenos Aires al Pacífico. La empresa era dueña además del Ferrocarril Gran Oeste Argentino y del Ferrocarril Villa María a Rufino, cuya fusión no se había producido formalmente, y recibió por todos sus activos 32 959 748 libras esterlinas, de las cuales 22 393 086 correspondieron al Ferrocarril Buenos Aires al Pacífico propiamente dicho. Por decreto nacional n.º 5789/48 de 28 de febrero de 1948 se dispuso que el 1 de marzo de 1948 el Gobierno argentino tomara formal posesión de los ferrocarriles británicos.
Ese mismo año, un decreto del P.E. dispuso que en adelante, las líneas llevarían los nombres de próceres o personajes ilustres del país que tuvieran algo que ver con la región en cuestión: en el caso del Ferrocarril Buenos Aires al Pacífico, el mismo fue rebautizado como “Ferrocarril Nacional General San Martín”. En los fundamentos del decreto se expresa “que es un deber del gobierno mantener vivo en el pueblo el culto a la memoria de los forjadores de la nacionalidad, como tributo de gratitud a sus patrióticos afanes y para fortalecer los sentimientos de solidaridad con nuestro pasado”. Este decreto comenzó a regir el 1.º de enero de 1949, sin embargo una resolución del 12 de enero de 1956 dispuso suprimir el adjetivo “Nacional” en las denominaciones de todos los ferrocarriles del país.
En los años '50 se proyectó construir un viaducto elevado para este ferrocarril entre las estaciones Palermo y La Paternal, similar al construido en Sarandi por el Ferrocarril Gral. Roca. Sin embargo, esta obra nunca fue realizada y en su lugar, hacia 1970 la Municipalidad de Buenos Aires optó por la construcción de un puente vehicular para mejorar la circulación de la Av. Juan B. Justo.
Finalmente, coincidiendo con el 99.º aniversario de la inauguración del primer ferrocarril que corrió en Argentina, el Decreto Ley 15.778/56 creó la Empresa Ferrocarriles del Estado Argentino (E.F.E.A.), con lo cual estos adquirieron su autonomía, ya que hasta ese momento dependían de la Empresa Nacional de Transportes (E.N.T.). La nueva empresa mantuvo su nombre hasta septiembre de 1965, cuando se lo simplificó a “Ferrocarriles Argentinos”.

## Las Galerías Pacífico

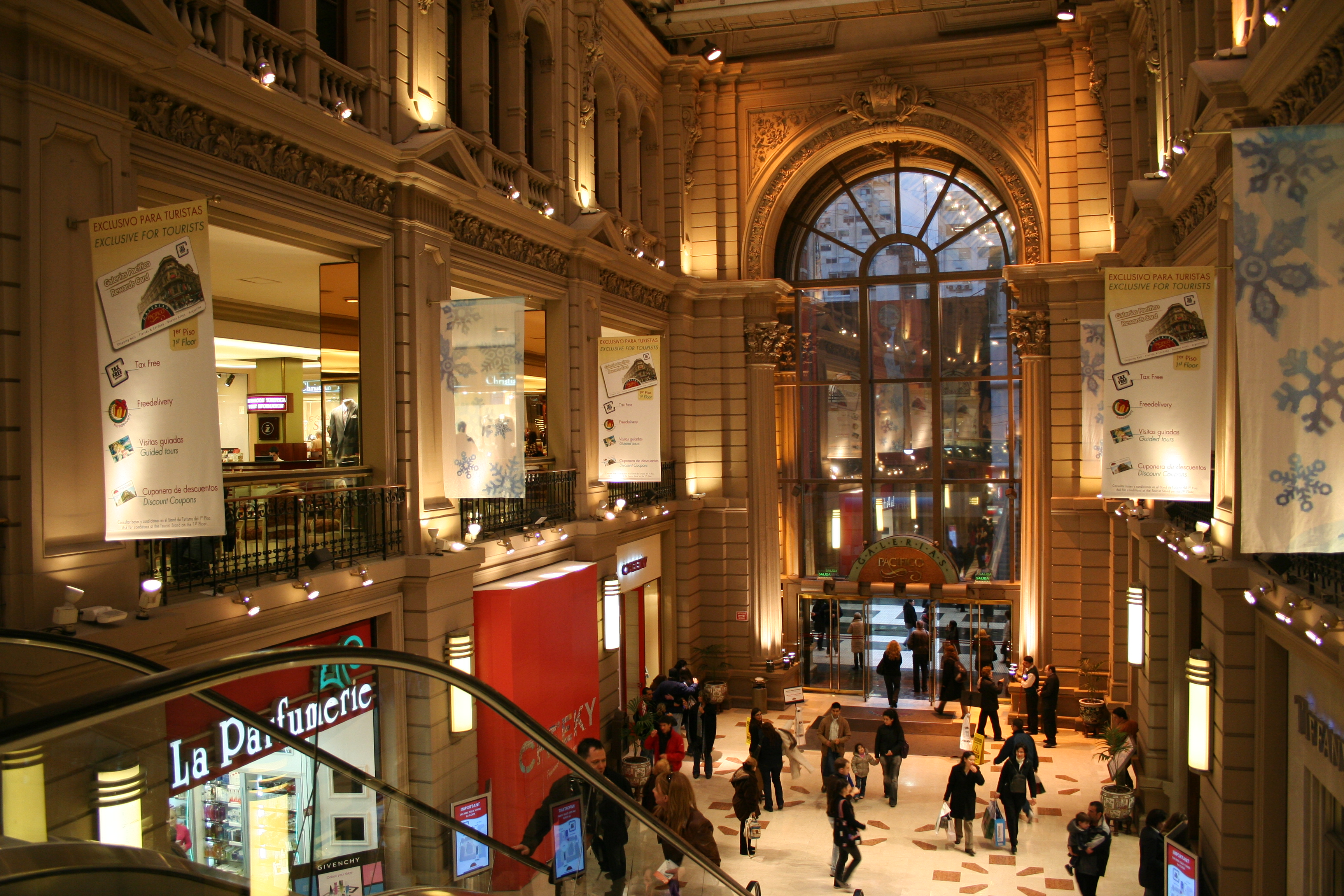
Actual vista interior de las Galerías Pacífico.

Este edificio, obra del ingeniero Emilio Agrelo y el arquitecto parmesano Roland Le Vacher, fue proyectado en 1888 como sede de la tienda por departamentos "Au Bon Marché", por entonces una de las más importantes de la próspera capital argentina. Estaba inspirado en las grandes galerías europeas como la Vittorio Emanuele II de Milán, Italia, y contaba con algunos adelantos tecnológicos de la época como los ascensores mecánicos, la iluminación y la calefacción centralizadas.
Sin embargo, el uso pretendido originalmente jamás llegó a concretarse, y los locales fueron ocupados por comercios menores de rubros diversos, unidos en una sociedad llamada Galería Florida. El primer sector del edificio se terminó hacia 1894 (Florida y Córdoba), y el segundo hacia 1898 (San Martín y Viamonte). En 1896 se instaló allí el Museo Nacional de Bellas Artes y la Academia Nacional de Bellas Artes.
Poco tiempo después, en 1908, a causa de diversos problemas económicos, parte del edificio se vendió al Ferrocarril Buenos Aires al Pacífico, que estableció allí sus oficinas centrales y finalmente compra la totalidad del inmueble. Desde entonces se lo conoció como "Edificio Pacífico", en obvia referencia a la empresa. Luego la administración del Pacífico se traslada de sede, pero el nombre "Pacífico", quedó como legado para el posterior centro comercial. Entre 1945 y 1947, el edificio fue refuncionalizado, separando el área de oficinas de una nueva galería comercial.

## Las Bodegas Norton

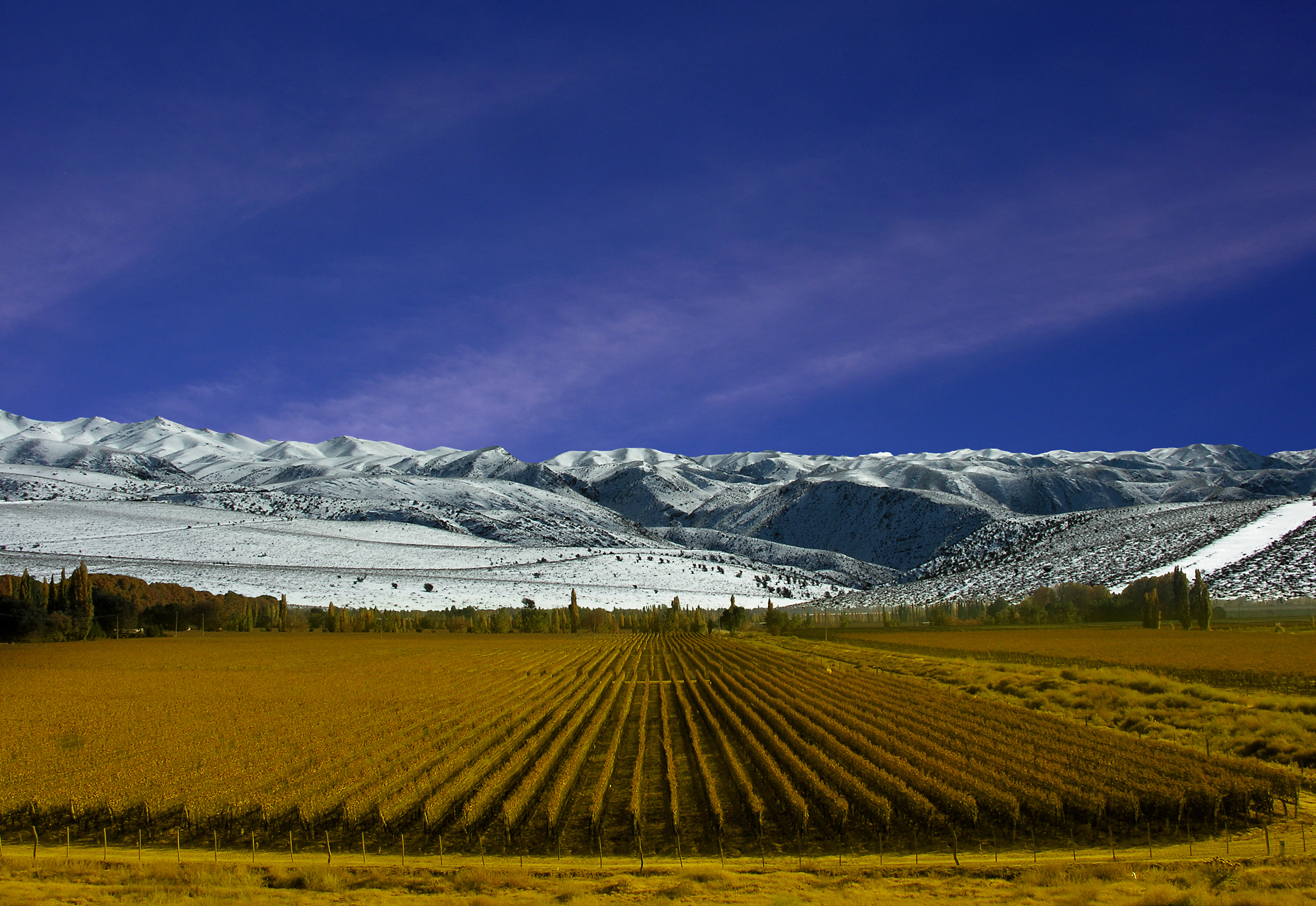
Viñedos en Mendoza. La Región de Cuyo se caracteriza por su producción vitivinícola.

En 1865, en la frontera que divide Alemania y Dinamarca, nació Edmund James Palmer Norton, de origen inglés, quien llegaría a transformarse en uno de los pioneros de la vitivinicultura argentina.
Criado en Inglaterra, se gradúa como ingeniero y sus servicios fueron solicitados en la Argentina con motivo de la construcción del Ferrocarril Buenos Aires al Pacífico (BAP).
Hacia 1889, Norton se instala definitivamente en Mendoza, y su tarea es la de diseñar puentes para el Ferrocarril. Pero su espíritu emprendedor lo lleva en 1895 a fundar lo que en su momento era la primera bodega de la zona, ubicada al sur del río Mendoza en el distrito Perdriel del departamento de Luján de Cuyo. Posteriormente, importa vides de Francia y se dedica enteramente a hacer crecer su emprendimiento.
Recordado aún por su nobleza y por la calidez con la que supo establecer vínculos en estas tierras, de la provincia de Mendoza, Argentina, murió en 1944.
Hacia fines de la década de 1980 y por recomendación de amigos argentinos, el empresario austríaco Gernot Langes Swarovski viajó a la provincia de Mendoza. Se encontró con el soleado y maravilloso clima de Luján de Cuyo, con los arroyos claros como el cristal, con las montañas y conoció un viñedo rodeado de olivos iluminados por el sol de la tarde en el cual probó los famosos vinos argentinos de la bodega Norton.
Swarovski quedó impactado de tal modo que algún tiempo después junto a su hijo Michael, compró la compañía.